# Вейс, Николай Карлович
Николай Карлович Вейс (18 января 1820 — 18 декабря 1894, Севастополь, Таврическая губерния) — русский морской офицер, вице-адмирал (1885). Участник Крымской войны. В 1882—1885 годах — Керчь-Еникальский градоначальник. В 1892 году избран городским головой Севастополя.

## Биография
Родился 6(18) января 1820 года. В 1836 году окончил Морской Кадетский корпус. В 1836 году был произведен в гардемарины, до 1838 года плавал на фрегате «Штандарт» и корабле «Императрица Мария». В 1839 году произведен в мичманы. В 1841—1854 годах плавал на линейном корабле «Силистрия» под командованием капитана 1 ранга П. С. Нахимова. В 1854 году был произведен в капитан-лейтенанты. Участник Крымской войны. В период обороны Севастополя с 13 (25) сентября 1854 по 13 (25) апреля 1855 года состоял в Севастопольском гарнизоне в составе 41-го флотского экипажа. За оборону города получил чин капитан-лейтенанта и был награждён орденами Св. Владимира 4 ст. с мечами и Св. Станислава 2 ст. 14 ноября 1856 года уволен от службы для поавания на коммерческих судах. В 1860—1864 годах заведовал Севастопольским агентством, литейно-механическим заводом, затем — адмиралтейством. В 1862 году произведен в капитаны 2 ранга, в 1865 году назначен на действительную службу капитаном над карантинным портом в Одессе. В 1866 году произведен в капитаны 1 ранга, в 1878 году — в генерал-майоры по флоту. В 1879 году Николай Карлович был удостоен знака Красного Креста за помощь в уходе за больными и раненными в русско-турецкую войну 1877—1878 годов. В 1882—1885 годах в должности Керчь-Еникальского градоначальника. В 1885 году был произведен в вице-адмиралы с увольнением от службы. В 1892 году избран городским головой Севастополя.
Скончался 6 (18) декабря 1894 года, похоронен на старом городском кладбище Севастополя, могила не сохранилась.